# Team Factor
Team Factor (ou U.S. Special Forces: Team Factor) est un jeu vidéo de tir à la première personne développé par 7FX et édité par Xicat Interactive, sorti en 2002 sur Windows.

## Accueil
- Jeux vidéo Magazine : 8/20[1]